# Geschützter Landschaftsbestandteil Obere Valme
Der Geschützte Landschaftsbestandteil Obere Valme mit einer Größe von 3,99 ha liegt südlich und nördlich von Lanfert im Stadtgebiet von Schmallenberg. Das Gebiet wurde 1993 mit dem Landschaftsplan Schmallenberg Südost durch den Kreistag vom Hochsauerlandkreis als Geschützter Landschaftsbestandteil (LB) ausgewiesen. Der LB besteht aus drei Teilflächen. Er wird durch den Weiler Lanfert und eine Kreisstraße zerteilt. Im Norden geht der LB bis zur Stadtgrenze. Der LB ist vom Landschaftsschutzgebiet Valmetal nördlich und südlich Lanfert umgeben.

## Gebietsbeschreibung
Der Geschützte Landschaftsbestandteil Obere Valme ist der naturnahe Mittelgebirgsbach Valme mit Uferbereich und südlich von Lanfert ein Buchenwald an einer Hangkante. Die Valme ist im LB durchgängig von Ufergehölzen, teils auch Erlen-Galeriewald, begleitet.

## Schutzzweck
Schutzobjekt, welches sich laut Landschaftsplan in seinem eigenständigen Charakter deutlich von der sie umgebenden Wald- und Feldlandschaft unterscheidet.

## Auflagen
Eine Erstaufforstung und eine Anlage von Weihnachtsbaumkulturen ist verboten.